# Conexus Baltic Grid
Акционерное общество Conexus Baltic Grid является единым оператором по транспортировке и хранению природного газа в Латвии. Основано 22 декабря 2016 года при разделении вертикально интегрированной компании Latvijas Gāze. Главный офис компании находится в Риге.
Conexus управляет системой магистральных газопроводов Латвии и единственным в регионе Инчукалнским подземным хранилищем газа. С 1 января 2020 года Conexus является частью единого рынка природного газа, объединяющего операторов газотранспортных систем Латвии, Эстонии и Финляндии.
Крупнейшими акционерами Conexus Baltic Grid являются латвийское государственное АО «Augstsprieguma tīkls» (68,46 тыс. %) и фонд под управлением японской компании Marubeni MM Capital Infrastructure Fund (29.06 %). Другие акционеры владеют 2,49 % капитала Conexus Baltic Grid.
В 2020-2021 годах компания работала с прибылью в размере 13 млн евро при нетто-обороте соответственно 53,9 и 56,4 млн евро.

## История
11 февраля 2016 года Сейм Латвии принял поправки к Закону об энергетике, предусматривающие право потребителей выбирать поставщика газа, тем самым реализовав завершающий этап перехода системы газоснабжения на условия свободного рынка в соответствии с требованиями Третьего энергопакета ЕС. Закон требовал, чтобы единственный поставщик природного газа в Латвии, АО «Латвияс Газе», до 3 апреля 2017 года отделил транспортировку и хранение газа от распределения и реализации, создав две компании; при этом до 31 декабря 2017 года единый оператор по транспортировке и хранению природного газа должен был стать юридически независимым от компаний, занимающихся реализацией и распределением природного газа.
2 сентября 2016 года акционеры «Латвияс Газе» на внеочередном собрании одобрили реорганизацию и создание нового коммерческого общества «Conexus Baltic Grid», которому надлежало передать активы системы транспортировки и хранения природного газа. 22 декабря 2016 года состоялось учредительное собрание нового общества. Председателем его правления был избран Айгарс Калвитис, который также возглавлял правление «Латвияс Газе». Компания была зарегистрирована в Регистре предприятий 2 января 2017 года. Распределение акций Conexus Baltic Grid пропорционально соответствовало долям в капитале «Латвияс Газе»: российский Газпром (34,1 %), европейский инвестиционный фонд Marguerite Fund (29,1 %), немецкая Uniper Ruhrgas International (18,3 %) и Itera Latvia (16 %). Остальным акционерам принадлежало 2,5 % капитала Conexus Baltic Grid. 5 января правление Комиссии по регулированию общественных услуг выдало Conexus Baltic Grid лицензии на транспортировку природного газа в Латвии и хранение в Инчукалнском подземном хранилище газа сроком на 20 лет.
15 декабря 2017 года латвийский государственный оператор высоковольтных сетей AS «Augstsprieguma tīkls» (AST) купил у немецкой Uniper Ruhrgas International 18,31 % акций Conexus Baltic Grid, а 27 декабря — 16 % акций Itera Latvija. Всего за 34,36 % акций было уплачено 57,394 млн евро.
В начале 2018 года правительство Латвии пыталось договориться о покупке акций Conexus Baltic Grid у Газпрома, однако стороны не сошлись по цене.
28 сентября 2018 года Комиссия по регулированию общественных услуг признала, что Conexus Baltic Grid частично соответствует требованиям для сертификации оператора единой системы транспортировки и хранения природного газа. Комиссия выдала компании временный сертификат с двумя условиями, которые надлежало выполнить до конца 2019 года. Во-первых, предприятие должно было обеспечить, чтобы авторский надзор за Инчукалнским подземным хранилищем с 1 января 2020 года осуществлял коммерсант, который не связан прямым или косвенным образом с компанией «Газпром» (хотя автором проекта является российский институт ВНИИГаз. Во-вторых, Conexus Baltic Grid должен был лишить Газпром возможности осуществлять прямой или косвенный контроль над Conexus Baltic Grid до конца 2019 года, а также исключить риски конфликта интересов, вызванные одновременным участием Marguerite Gas I и Marguerite Gas II как в Conexus Baltic Grid, так и в «Латвияс Газе». Компания оспорила эти требования в суде, полагая, что Conexus как коммерческая компания не может юридически влиять на действия акционеров.
В октябре 2018 года операторы систем транспортировки природного газа Латвии, Эстонии и Финляндии подписали меморандум о взаимопонимании по наиболее важным вопросам создания единого рынка. В декабре Conexus Baltic Grid стала членом Европейской ассоциации газовой инфраструктуры (Eurogas).
4 декабря 2019 года было объявлено, что 30 декабря Газпром проведёт аукцион по продаже принадлежавших ему 34,09911 % акций Conexus со стартовой ценой 79 миллионов евро. Эта сделка должна была быть завершена в феврале 2020 года, но победитель аукциона не оплатил сумму сделки, поэтому она не состоялась.
5 декабря было объявлено, что Marguerite Fund продаст свои 29,06 % капитала Conexus в фонд под управлением японской компании Marubeni — MM Capital Infrastructure Fund 1.
С 1 января 2020 года начал действовать единый балтийский рынок природного газа, в котором объединились операторы газотранспортных систем Латвии Conexus Baltic Grid, Эстонии Elering и Финляндии.
10 марта 2020 года Кабинет министров Латвии санкционировал продажу акций, принадлежащих Marguerite Gas I, компании MM Infrastructure Investments Europe Limited; сделка была завершена 1 апреля.
27 июня 2020 года председателем правления Conexus стал бывший руководитель отдела корпоративной стратегии компании Янис Эйсакс.
21 июля 2020 г. «Augstsprieguma tīkls» от имени Кабинета министров Латвии приобрела 34.10 % акций Conexus Baltic Grid у Газпрома за 77 млн евро, тем самым увеличив контроль до 68,46 %. При этом начальная цена 13,56 млн акций повысилась сразу на 25,8 % по сравнению с со сделками 2017 года. Конечная цена пакета составила 77 млн евро, что оказалось на треть дороже.
Деньги на выкуп акций Conexus Baltic Grid были первоначально оформлены как заём из государственной кассы, а затем преобразованы во вклад в уставной капитал AST.
16 ноября к исполнению обязанностей председателя правления Conexus приступил бывший член правления Латэнерго Улдис Барисс.

## Инфраструктура

### Система транспортировки природного газа
Conexus управляет системой магистральных газопроводов протяженностью 1188 километров, которая охватывает территорию Латвии. Она связан с Литвой, Эстонией и Россией. 40 газорегуляторных станций подают природный газ в местную распределительную систему, управляемую акционерным обществом ''Gaso''. Кроме того, в начальной части газопроводов Рига — Даугавпилс и Иецава — Лиепая установлены редуцирующие станции для автоматического снижения рабочего давления.
Газоизмерительная станция Корнеты, расположенная недалеко от латвийско-эстонской границы, является единственной в Латвии, которая ведёт учет количества природного газа, полученного из России. В начале 2020 года Conexus завершил проект модернизации газоизмерительной станции «Корнеты», инвестировав в него 1,4 млн евро. Проект длился 2 года, в течение которых было заменено оборудование учета и контроля качества, а также модернизирована система управления объектом.

### Инчукалнское подземное хранилище газа
Инчукалнское подземное газохранилище — единственное хранилище природного газа в Прибалтике и третье в мире по величине хранилище природного газа в водоносных слоях песчаника. В отопительный сезон газохранилище поставляет природный газ не только в Латвию, но и в Литву, Эстонию, а ранее и в северо-западный регион России. Хранилище начало работать в 1968 году, когда в него впервые закачали природный газ.
После строительства подземного газопровода между Эстонией и Финляндией Baltic Connector Инчукалнское ПХГ также стало региональным регулятором неравномерности транзитной системы поставок газа.

## Единый рынок природного газа
С 1 января 2020 года начал работу единый рынок природного газа, объединяющий операторов газотранспортных систем Финляндии, Латвии и Эстонии. Единый рынок природного газа знаменует собой новую эру газоснабжения, открывая газовые рынки Балтии и Финляндии для новых торговых возможностей. Во всех государствах-участниках единого рынка отменены сборы за пересечение границ единой тарифной зоны, установлены единые тарифы на передачу, развита рыночная конкуренция, что обозначило путь к созданию единого рынка газа по европейским правилам.
На деле по состоянию на весну 2022 года Россия на 90 % обеспечивала поставки природного газа на этот единый рынок, а импортёрами оставались только компании, обеспечивавшие поставки изначально — в Латвии Latvijas Gāze, в Эстонии Eesti Gaas.

## Европейские проекты, представляющие общий интерес

### Проект модернизации Инчукалнского подземного хранилища газа
В 2019 году компания Conexus запустил амбициозный проект по модернизации Инчукалнского подземного хранилища газа, который предусматривает значительное улучшение технической инфраструктуры хранилища и эксплуатационной надёжности оборудования. Проект приобрел статус проекта Общеевропейского интереса (PCI), а общий объём инвестиций составляет 88 млн евро, где софинансирование в размере 50 % предусмотрено программой Европейского союза Connecting Europe Facility. За счет реализации проекта будет улучшена техническая инфраструктура ПХГ и эксплуатационная надёжность оборудования, снижена зависимость мощности отбора природного газа от объёма запасов природного газа в ПХГ, повысится производительность, сократятся выбросы в атмосферу, а работоспособность хранилища сохранится после повышения давления в балтийской транспортной системе. Проект планируется реализовать до 2025 года.

### Проект улучшения соединения Латвии и Литвы (ELLI)
Целью проекта увеличение пропускной способности в обоих направлениях примерно в два раза, чтобы удовлетворить потребности регионального рынка газа и гарантировать надежность газоснабжения в межгосударственных связях, а также обеспечить достаточную пропускную способность для перетоков природного газа на всем протяжении Балтийской газовой системы. Реализация этого проекта облегчит доступ к Инчукалнаскому ПХГ и Клайпедскому терминалу сжиженного газа, а также к польско-литовскому газовому интерконнектору (GIPL), запуск которого предусматривался в 2022 году. Общая стоимость проекта определена в размере 9,77 млн евро, из которых софинансирование за счет средств Connecting Europe Facility составляет 50 %. Проект планируется реализовать к концу 2023 года.